# Tara Fitzgerald
Tara Anne Cassandra Fitzgerald (Cuckfield, Inglaterra, 18 de septiembre de 1967) es una actriz británica.

## Biografía
Es hija del artista inglés Michael Callaby y de la fotógrafa irlandesa Sarah Geraldine Fitzgerald. Sus padres se divorciaron cuando Tara tenía tres años y en 1973 su madre se casó con el actor Norman Rodway pero el matrimonio terminó en 1974. 
Tara tiene una hermana Arabella Fitzgerald y una media hermana, la productora Bianca Rodway.
Tara es sobrina-nieta de la fallecida actriz Geraldine Fitzgerald.
En julio de 2001 se casó con el actor John Sharian, en mayo de 2013 la pareja se separó y poco después ese mismo año se divorciaron.

## Carrera
En 1993 apareció en la radio de la BBC 3 con "Offa's Daughter".
En 1996 interpretó a Helen Graham en la miniserie The Tenant of Wildfell Hall donde compartió créditos con los actores Toby Stephens, Rupert Graves y James Purefoy.
En 1997 apareció en las producciones para la radio "Look Back in Anger" y en "A Handful of Dust".
En 2001 Tara apareció como Rose en el programa de radio de la BBC "The African Queen", la cual estuvo basada en la novela de C.S. Forester.
En 2002 dio vida a Dorothea en "Laughter in Leningrad".
En 2006 apareció en la miniserie Jane Eyre donde interpretó a la señora Reed, la tía política de Jane Eyre (Georgie Henley/Ruth Wilson), una joven huérfana.
Ese mismo año interpretó a Kat Ashley, la institutriz de la reina Elizabeth I de Inglaterra (Anne-Marie Duff) en la miniserie The Virgin Queen.
En 2007 se unió al elenco principal de la serie Waking the Dead donde dio vida a la doctora Eve Lockhart, la patóloga forense del equipo, hasta el final de la serie en 2011. 
Ese mismo año volvió a interpretar a Eve en la serie The Body Farm e interpretó a Mel en "Clear Air Turbulance".
En 2013 se unió al elenco recurrente de la popular serie Game of Thrones donde da vida a la reina Selyse Baratheon, la esposa de Stannis Baratheon (Stephen Dillane), hasta ahora.
En 2014 interpretó a Miriam, la hermana mayor de Moisés y Aaron en la película Exodus: Gods and Kings protagonizada por los actores Christian Bale y Joel Edgerton.
Ese mismo año apareció como invitada en la serie The Musketeers donde interpretó a Marie de Medici, la madre del Rey Louis XIII de Francia (Ryan Gage).

## Filmografía

### Series de televisión
| Año             | Título                      | Personaje              | Notas                                            |
| --------------- | --------------------------- | ---------------------- | ------------------------------------------------ |
| 2017 - presente | Cormoran Strike             | Tansy Bestigui         | -                                                |
| 2014 - presente | In the Club                 | Susie                  | 7 episodios - miniserie                          |
| 2016            | Death in Paradise           | Anouk Laban            | episodio # 5.6                                   |
| 2013 - 2015     | Game of Thrones             | Selyse Baratheon       | 10 episodios                                     |
| 2014            | The Musketeers              | Marie de' Medici       | episodio "The Exiles"                            |
| 2011            | The Body Farm               | Dra. Eve Lockhart      | 6 episodios                                      |
| 2007 - 2011     | Waking the Dead             | Dra. Eve Lockhart      | 42 episodios                                     |
| 2006            | Jane Eyre                   | Mrs. Reed              | 4 episodios - miniserie                          |
| 2006            | The Virgin Queen            | Kat Ashley             | 3 episodios - miniserie                          |
| 2005            | Rose and Maloney            | Annie Sorensen Johnson | episodio # 3.2                                   |
| 2004            | Agatha Christie's Marple    | Adelaide Jefferson     | episodio "The Body in the Library"               |
| 2003            | Murder in Mind              | Elizabeth Morton       | episodio "Echoes"                                |
| 1996            | The Tenant of Wildfell Hall | Helen Graham           | 3 episodios - miniserie                          |
| 1994            | Cadfael                     | Iveta de Massard       | episodio "The Leper of St..."                    |
| 1992            | Performance                 | Emily                  | episodio "Six Characters in Search of an Author" |
| 1992            | Anglo Saxon Attitudes       | Dollie Stokesay        | 3 episodios - miniserie                          |
| 1992            | The Camomile Lawn           | Polly                  | 3 episodios - miniserie                          |

### Películas
| Año  | Título                     | Personaje            | Notas                                                                                            |
| ---- | -------------------------- | -------------------- | ------------------------------------------------------------------------------------------------ |
| 2016 | Churchill's Secret         | Diana Churchill      | junto a Michael Gambon, Romola Garai, Lindsay Duncan, Bill Paterson y Matthew Macfadyen          |
| 2016 | Una                        | Andrea               | junto a Rooney Mara, Ben Mendelsohn, Tobias Menzies, Indira Varma, Natasha Little y Riz Ahmed    |
| 2015 | Child 44                   | Inessa Nesterov      | junto a Tom Hardy, Noomi Rapace, Joel Kinnaman, Gary Oldman, Vincent Cassel y Jason Clarke       |
| 2014 | Exodus: Gods and Kings     | Miriam               | junto a Christian Bale, Joel Edgerton, John Turturro, Aaron Paul, Ben Mendelsohn y Ben Kingsley  |
| 2005 | Like Father Like Son       | Det. Insp. Harkness  | junto a Francesca Fowler, Jemma Redgrave, Robson Green y Georgia Moffett                         |
| 2004 | Secret Passage             | Clara                | junto a John Turturro, Katherine Borowitz, Peter Guinness, Hannah Taylor-Gordon y Marc Pickering |
| 2003 | I Capture the Castle       | Topaz Mortmain       | junto a Romola Garai, Henry Thomas, Rose Byrne, Bill Nighy, Marc Blucas y Henry Cavill           |
| 1999 | New World Disorder         | Kris Paddock         | junto a Rutger Hauer, Andrew McCarthy y Hari Dhillon                                             |
| 1998 | Frenchman's Creek          | Lady Dona St. Columb | junto a Anthony Delon, Tim Dutton, James Fleet, Rupert Vansittart, Danny Webb y Richard Bonehill |
| 1997 | The Student Prince         | Grace                | junto a Rupert Penry-Jones, Peter Lovstrom y Robson Green                                        |
| 1997 | The Woman in White         | Marian               | junto a Justine Waddell y Andrew Lincoln                                                         |
| 1996 | Brassed Off                | Gloria               | junto a Ewan McGregor, Pete Postlethwaite, Jim Carter y Stephen Tompkinson                       |
| 1995 | The Englishman Who Went... | Betty de Cardiff     | junto a Hugh Grant, Colm Meaney, Ian McNeice, Ian Hart y Kenneth Griffith                        |
| 1993 | Sirens                     | Estella Campion      | junto a Hugh Grant, Ben Mendelsohn, Sam Neill, Elle Macpherson y Portia de Rossi                 |

### Directora
| Año  | Título              | Notas |
| ---- | ------------------- | ----- |
| 2015 | Prick Thy Neighbour | corto |

### Narradora
| Año  | Título             | Notas                   |
| ---- | ------------------ | ----------------------- |
| 2003 | Being Simon Cowell | narradora               |
| 2000 | The Final Day      | 4 episodios - narradora |

### Apariciones
| Año  | Programa         | Notas                        |
| ---- | ---------------- | ---------------------------- |
| 2005 | The Wright Stuff | episodio del 17 de noviembre |

### Teatro
| Año        | Obra                      | Personaje       | Director (a)     | Teatro                  | Notas                                                 |
| ---------- | ------------------------- | --------------- | ---------------- | ----------------------- | ----------------------------------------------------- |
| 2013       | The Winter's Tale         | Hermione        | Lucy Bailey      | Vaudeville Theatre      | -                                                     |
| 2011       | Broken Glass              | Sylvia Gellburg | Iqbal Khan       | Globe Theatre           | junto a Antony Sher                                   |
| 2009       | The Misanthrope           | Marcia          | Thea Sharrock    | Comedy Theatre          | junto a Damian Lewis, Keira Knightley y Dominic Rowan |
| 2009       | A Doll's House            | Christine Lyle  | Kfir Yefet       | Donmar Warehouse        | -                                                     |
| 2005, 2006 | And Then There Were None  | Vera Claythorne | Steven Pimlott   | Teatro Gielgud          | junto a Richard Johnson, Gemma Jones y Anthony Howell |
| 2004       | Clouds                    | Mara            | Jennie Darnell   | -                       | -                                                     |
| 2004       | A Doll's House            | Nora Helmer     | -                | -                       | -                                                     |
| 2000       | A Street Car Named Desire | Blanche Dubois  | -                | Bristol Old Vic Theatre | -                                                     |
| 1999       | Antigone                  | Antigone        | Declan Donnellan | Old Vic Theatre         | junto a Jonathan Hyde y Zubin Varla                   |
| 1995       | Hamlet                    | Ophelia         | Jonathan Kent    | Hackney Empire Theatre  | junto a Ralph Fiennes                                 |
| 1992       | Our Song                  | Angela Caxton   | Ned Sherrin      | Apollo Theatre          | junto a Peter O'Toole y Lucy Fleming                  |

## Premios y nominaciones
| Año  | Categoría                              | Premio                                        | Serie/Obra/Película | Resultado |
| ---- | -------------------------------------- | --------------------------------------------- | ------------------- | --------- |
| 2011 | Best Supporting Actress                | Dagger Award                                  | Waking the Dead     | Nominada  |
| 1999 | Best Actress                           | Reims International Television Festival Award | Frenchman's Creek   | Ganó      |
| 1995 | Outstanding Featured Actress in a Play | Drama Desk Award                              | Hamlet              | Ganó      |
| 1994 | Best Actress in a Lead Role            | AFI Award                                     | Sirens              | Nominada  |